# Candidatus realium
Candidatus realium eller candidata realium (cand. real.) är en norsk högre akademisk grad för examen avlagd vid en matematisk-naturvetenskaplig institution vid ett universitet. Graden gavs fram till mitten av 1980-talet, då den ersattes av candidatus scientiarum. Då graden avskaffades, var den vanligen ett resultat av sex års akademiska studier, men eftersom det fanns en lång tradition av att studenten hade omfattande huvuduppgifter på en hög forskningsmässig nivå, lade många i praktiken ner längre tid än sex år. Den hade tidigare inte någon formell tidsåtgång, men det var vanligt att det tog mellan sex och åtta år att uppnå den. Av denna anledning har graden i praktiken liknats vid en amerikansk doktorsexamen (PhD); till exempel jämför Johan Galtung sin cand. real.-titel till engelska som PhD. Anledningen till att candidatus realium ersattes av candidatus scientiarum var att man önskade en kortare grundutbildning inom huvudämnet än vad en cand. real. innebar; tiden för att uppnå en cand. scient. sattes till ett år mindre.

### Översatt
Den här artikeln är helt eller delvis baserad på material från norska Wikipedia (bokmål/riksmål), Candidatus scientiarum, 18 juli 2018.